# Samyukta Karnataka
Samyukta Karnataka is een  Kannada-ochtendkrant en het oudste dagblad in de Indiase deelstaat Karnataka. Het werd opgericht door Loka Shiksana Trust, bestaande uit vrijheidsstrijders die zich keerden tegen de Britse overheersing. De broadsheet is nu eigendom van The Printers en is gevestigd in Hubli.